# 広島本通商店街
広島本通商店街（ひろしまほんどおりしょうてんがい）は、広島市中区にある商店街。この項目では、行政区の本通についても合わせて扱う。通称「本通り」として親しまれている。

## 地理

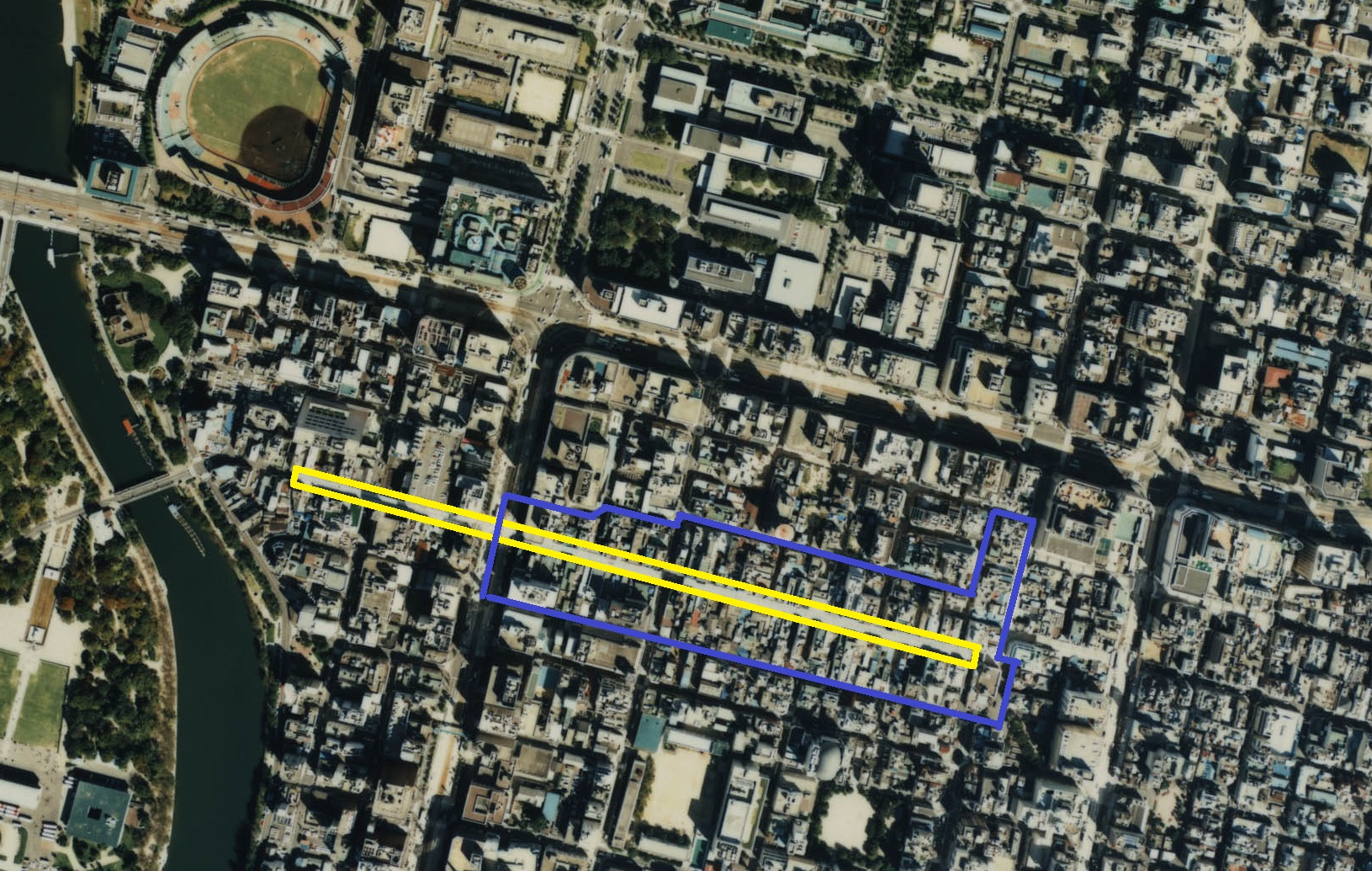
広島本通商店街アーケード区域（黄線）と本通の行政区域（青線）。

東西577mの商店街であり、商店街の西の原爆ドームや広島平和記念公園も程近い。東端は広島金座街商店街と並木通りに接続している。本通商店街の北側の通りである中の棚商店街や南側の通りである袋町裏通り、紙屋町付近や地下街の紙屋町シャレオ、八丁堀付近と一体となり今日では中四国一の繁華街として多くの人々で賑わっている。
現在、「本通商店街」を構成する住居表示は「本通」（郵便番号730-0035）のほか「紙屋町二丁目」や「大手町一丁目」がある。本通の行政区域の郵便番号は730-0035、人口は171人。商店街のホームページでは、便宜上「本通」を「本通一丁目」から「本通三丁目」、「紙屋町二丁目」を「本通四丁目」、「大手町一丁目」を「本通五丁目」と案内しているものも見られる。
鯉城通り（国道54号）の本通横断歩道に面する革屋町ビルには街頭大型ビジョン「NAVIA」も設置されている。現在の道路は広島市道であり、路面には「西国街道」、「革屋町」、「平田屋町」などかつての町名を記した9個の石碑が埋め込まれている。

## 歴史
かつての西国街道（近世山陽道）の一部である。原爆により一旦は壊滅状態となったが復興し、1954年（昭和29年）にはアーケードを設置し、1992年（平成4年）にアーケードの架け替えを行った。商店街の西の原爆ドームや広島平和記念公園も程近く、原爆で壊滅するまでは中島町（中島本通商店街）まで商店街が続いていた。
先代の本通のテーマソングは無名時代の由紀さおりが歌唱。

### 町名の変遷
1965年の町名再編前は、「革屋町」・「鉄砲屋町」・「研屋町」・「西魚屋町」・「播磨屋町」・「東魚屋町」・「平田屋町」・「細工町」・「猿楽町」・「横町」などの町名だった。

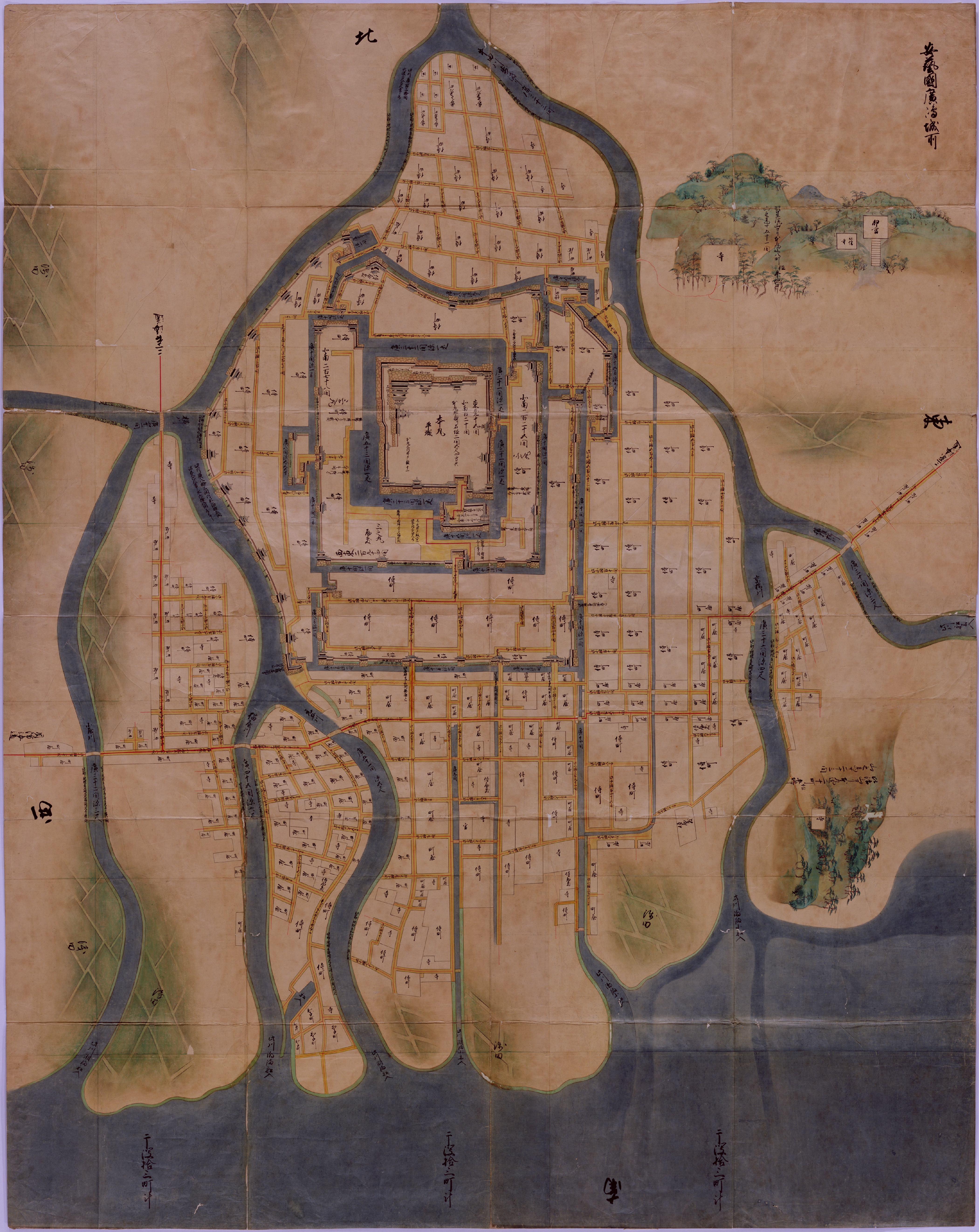
江戸時代の広島城絵図。南側外堀から2本目の道であり、他より太い赤線が引かれている。
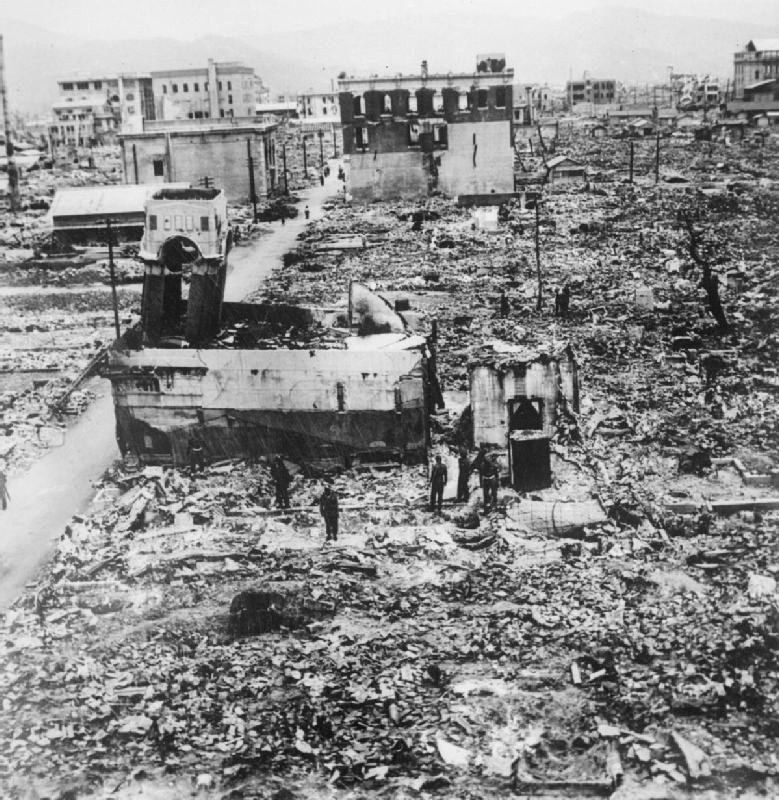
被爆後の東を望む。写真中央の建物が当時のランドマーク「下村時計店」で、写真上部の建物が「キリンビアホール」つまり現在の広島パルコにあたる。
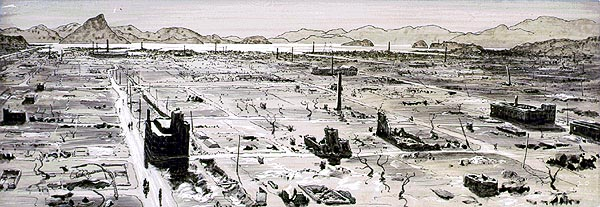
スタンディッシュ・バッカス作の水彩画『広島、1945年』。手前を横断する道が本通り。
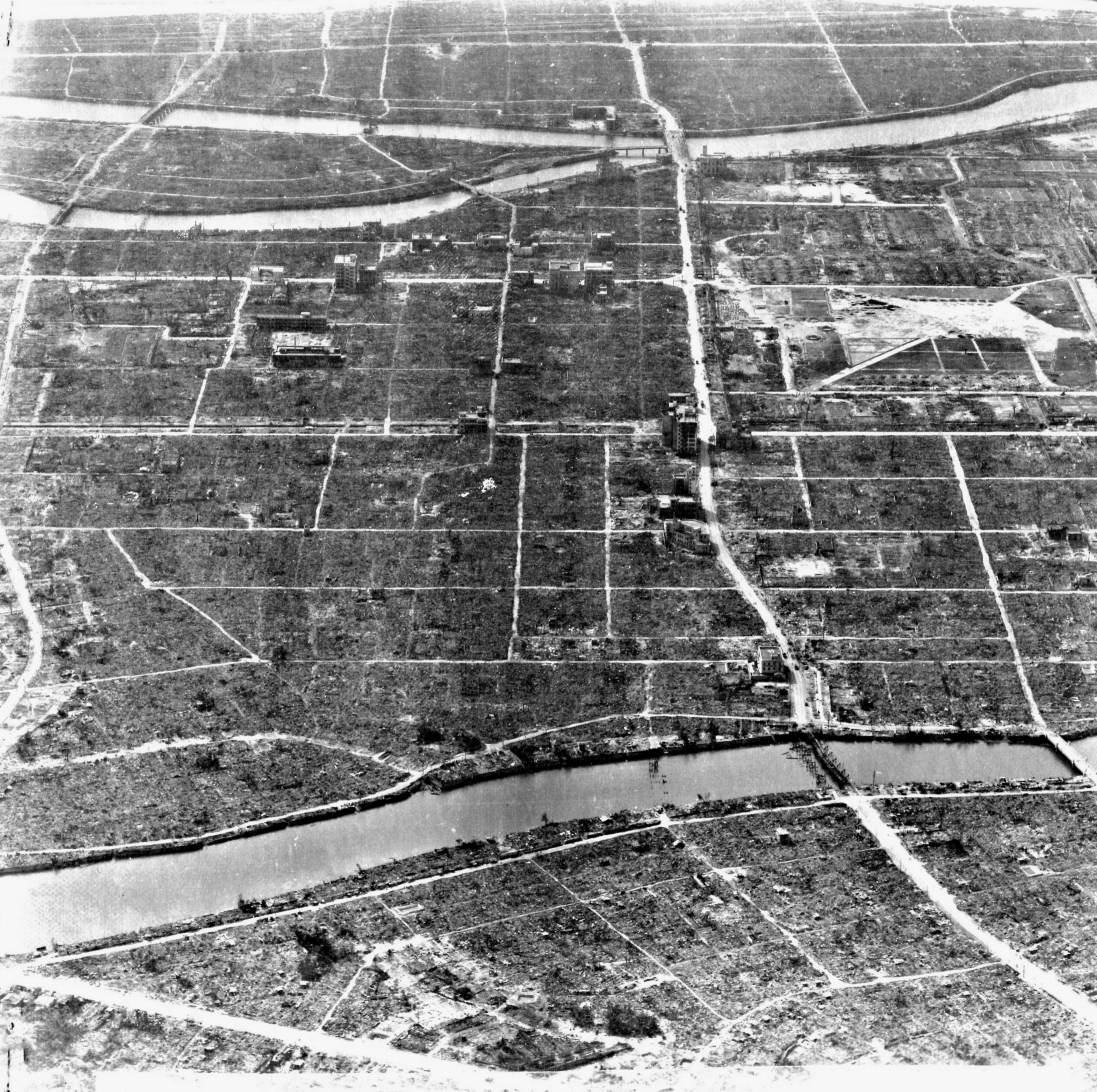
被爆後の京橋町付近から西を望む。写真上部の中洲が中島町であり、そこから斜め右下にかかる橋が元安橋、橋から下へ伸びる道が本通りになる。
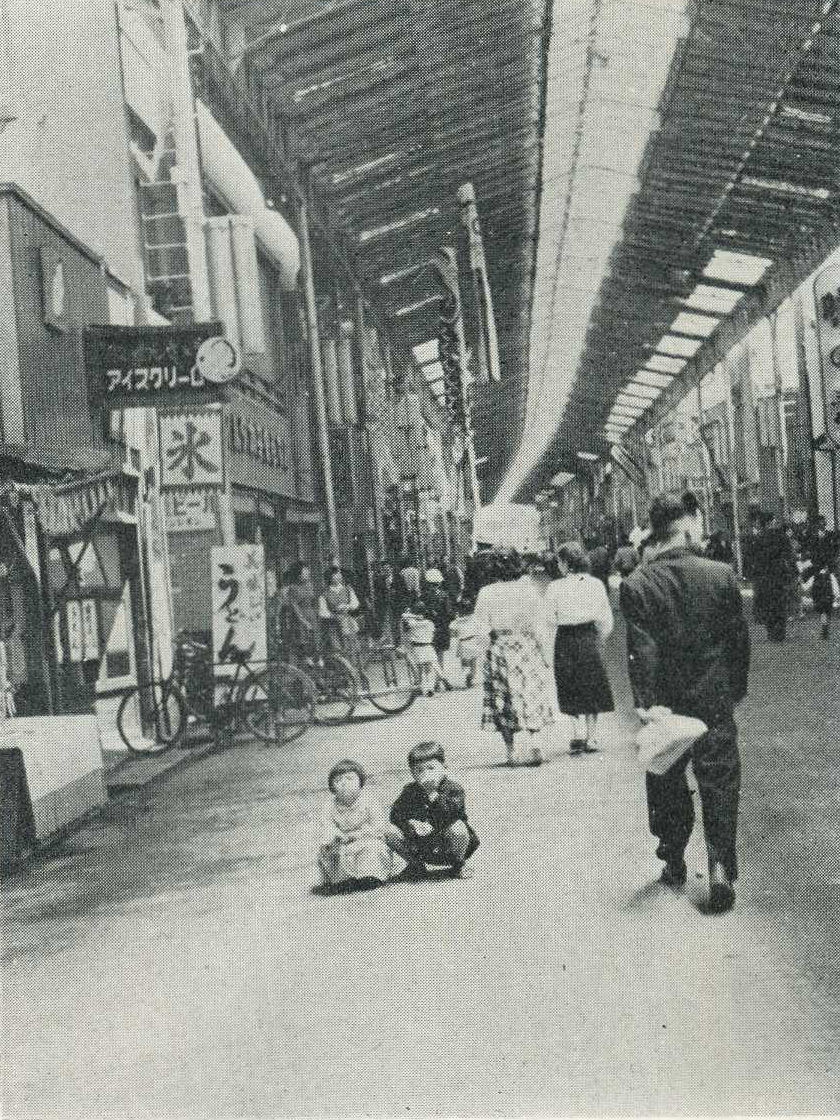
1950年代のアーケード
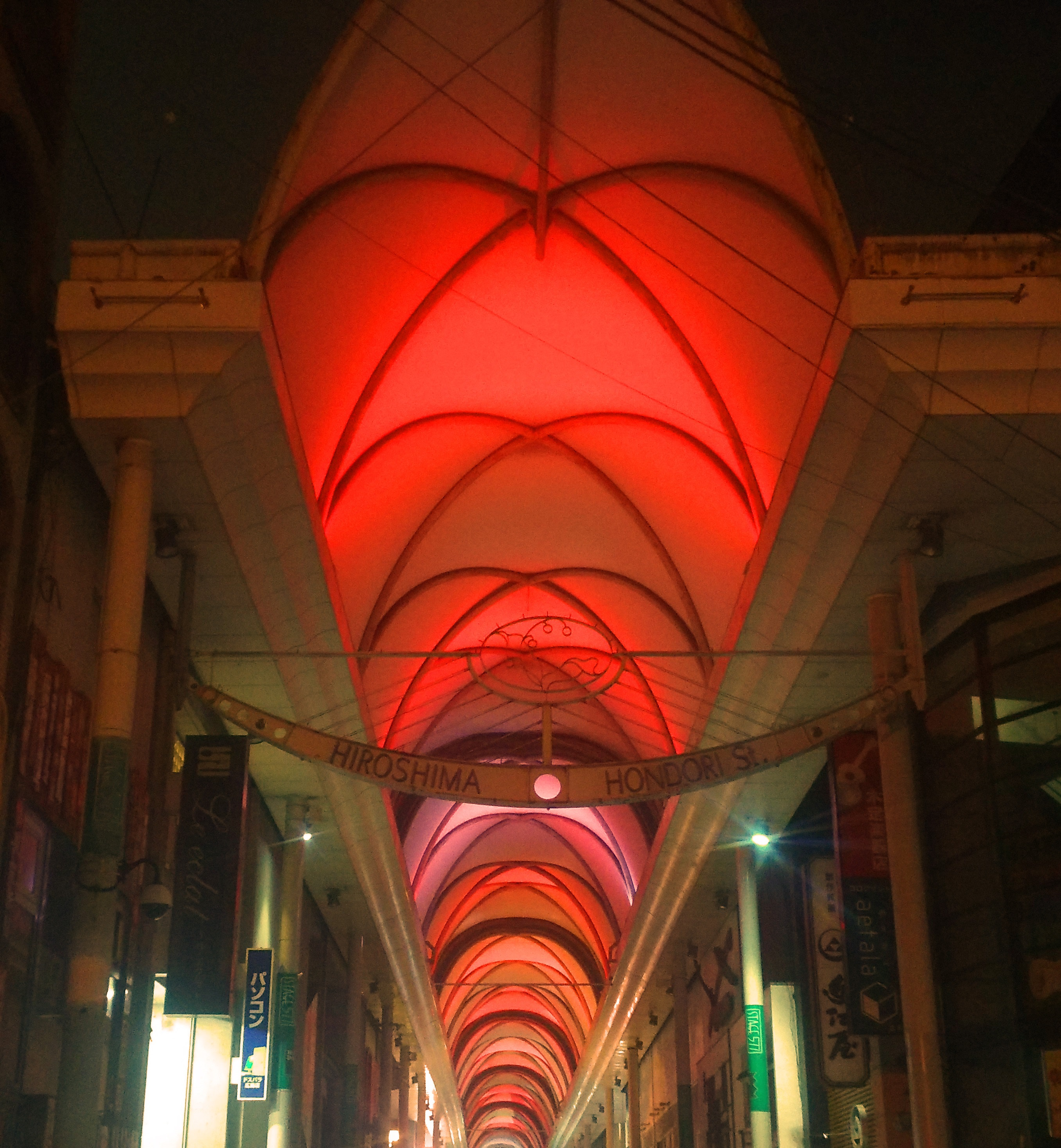
広島東洋カープ優勝時のアーケード照明（2016年）。カープにちなみ赤色。
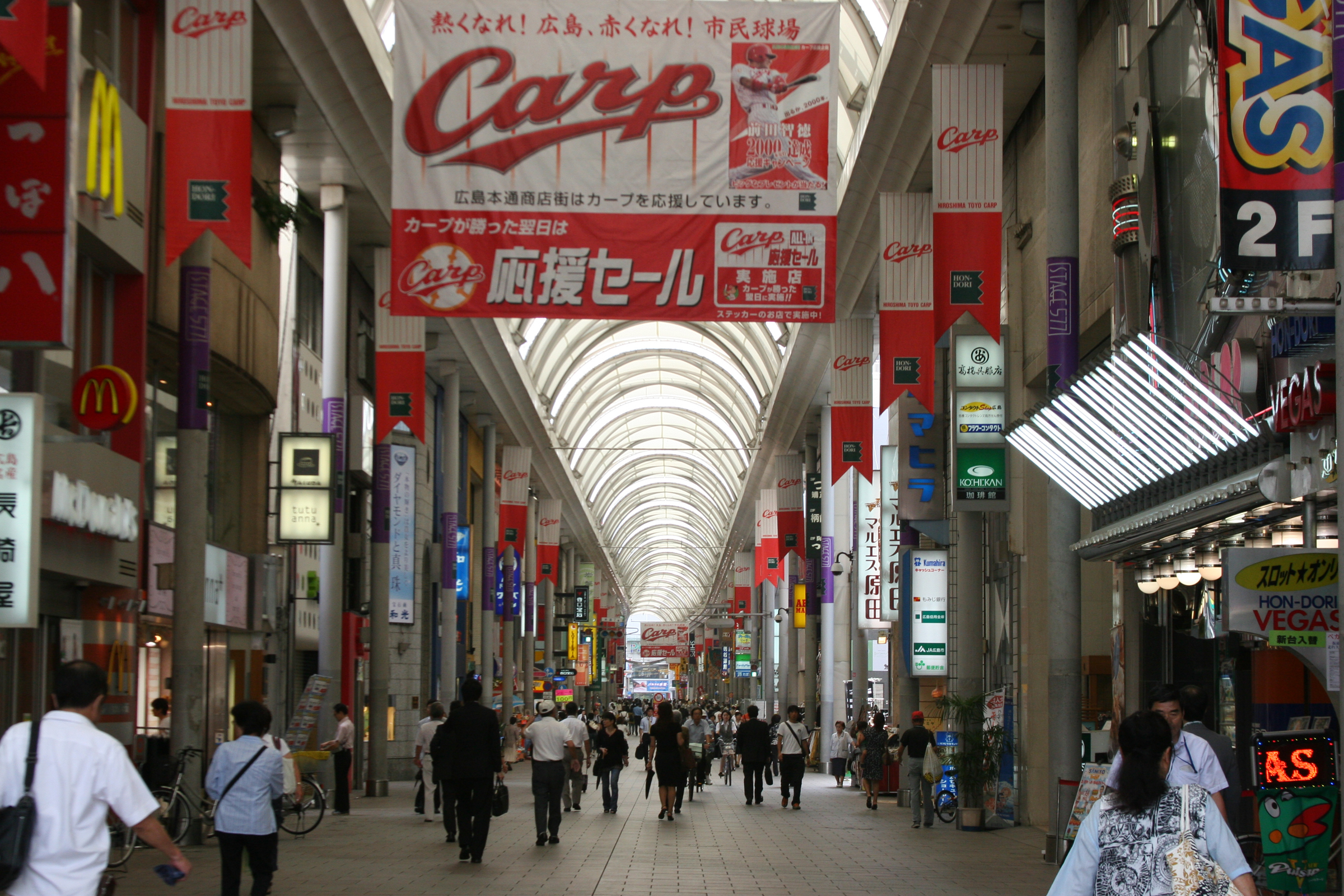
カープ応援セール（2007年）
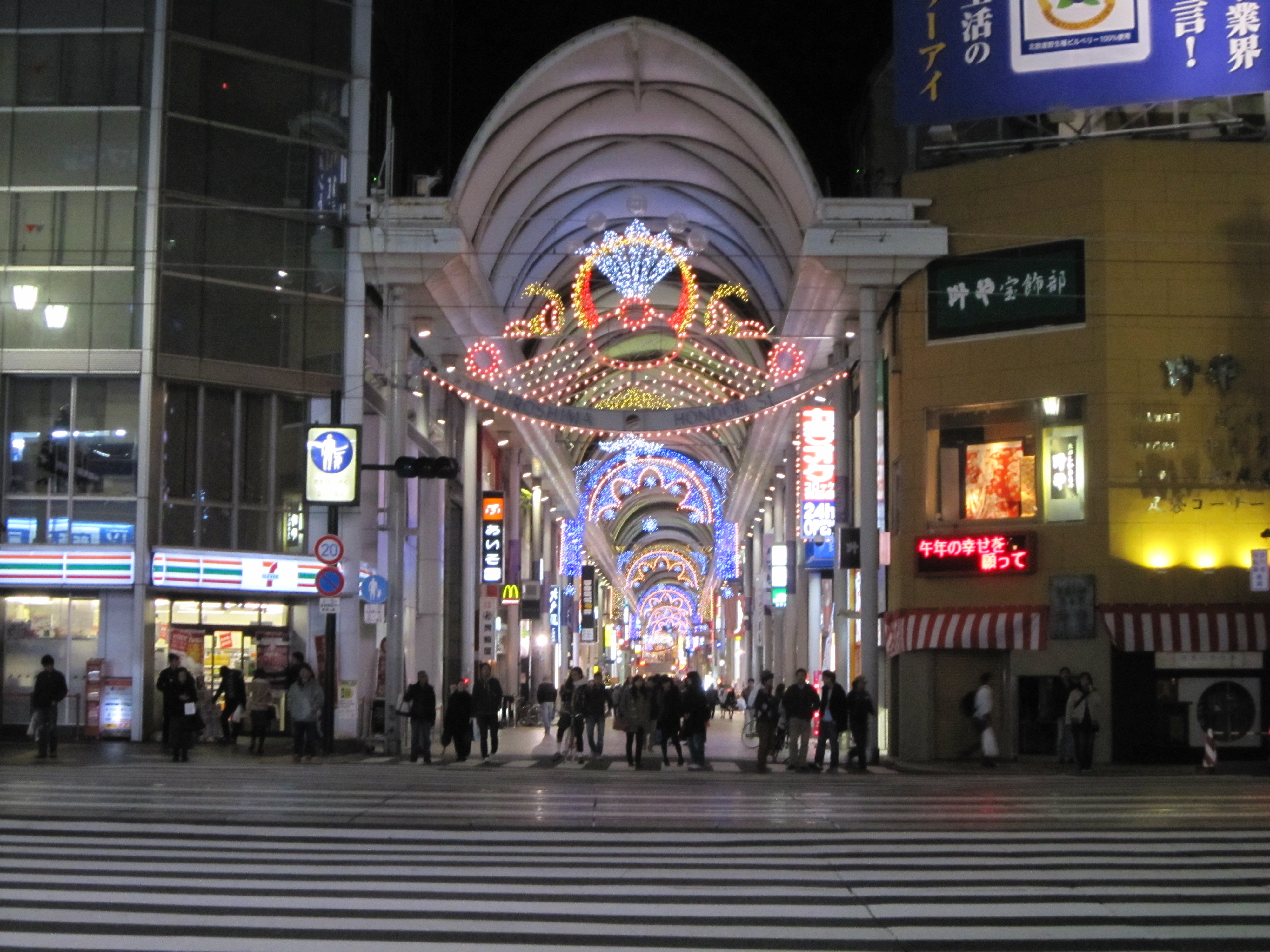
2013年ひろしまドリミネーション
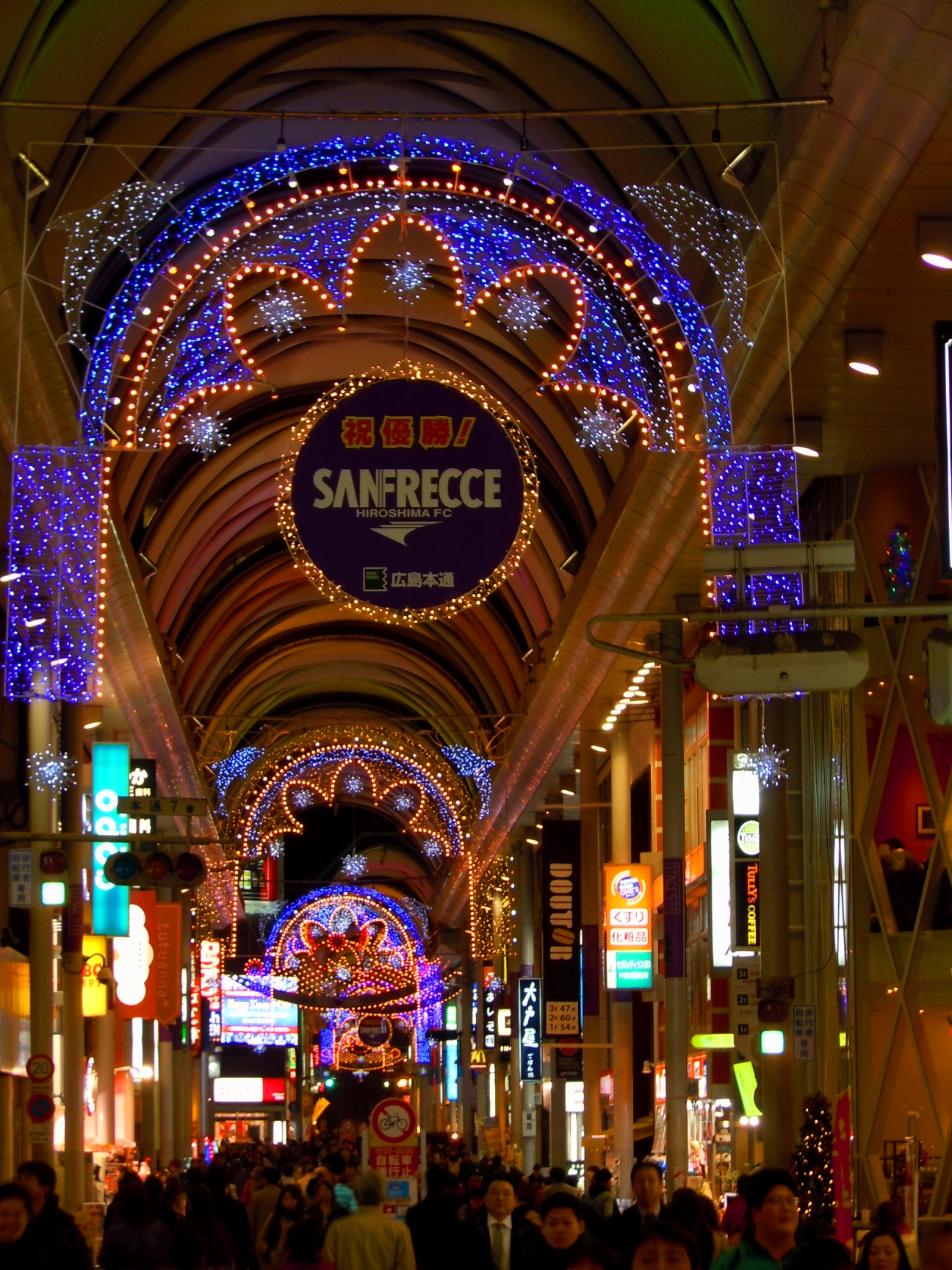
サンフレッチェ広島優勝時のアーケード装飾（2012年）

## 交通

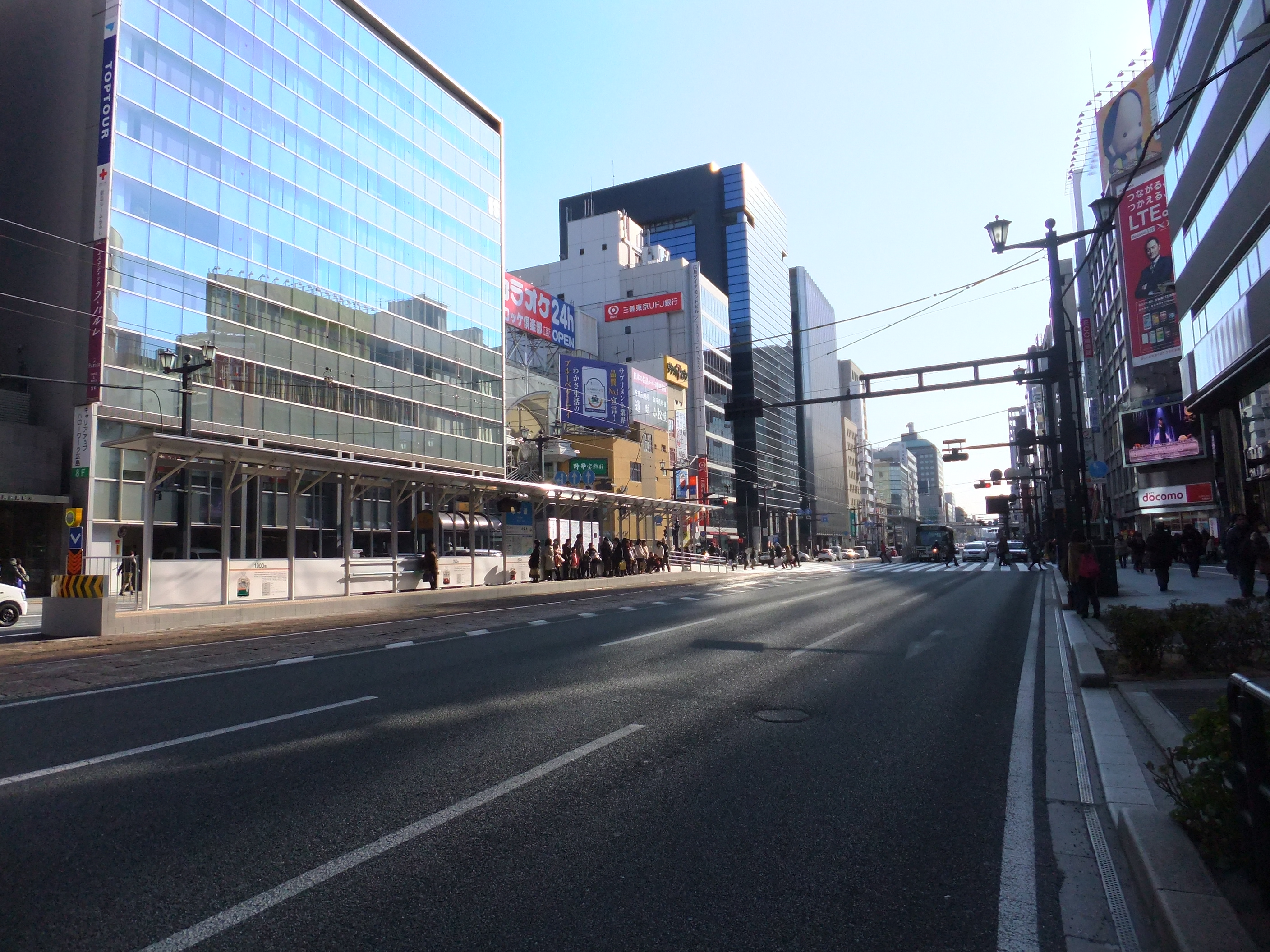
広島電鉄本通電停

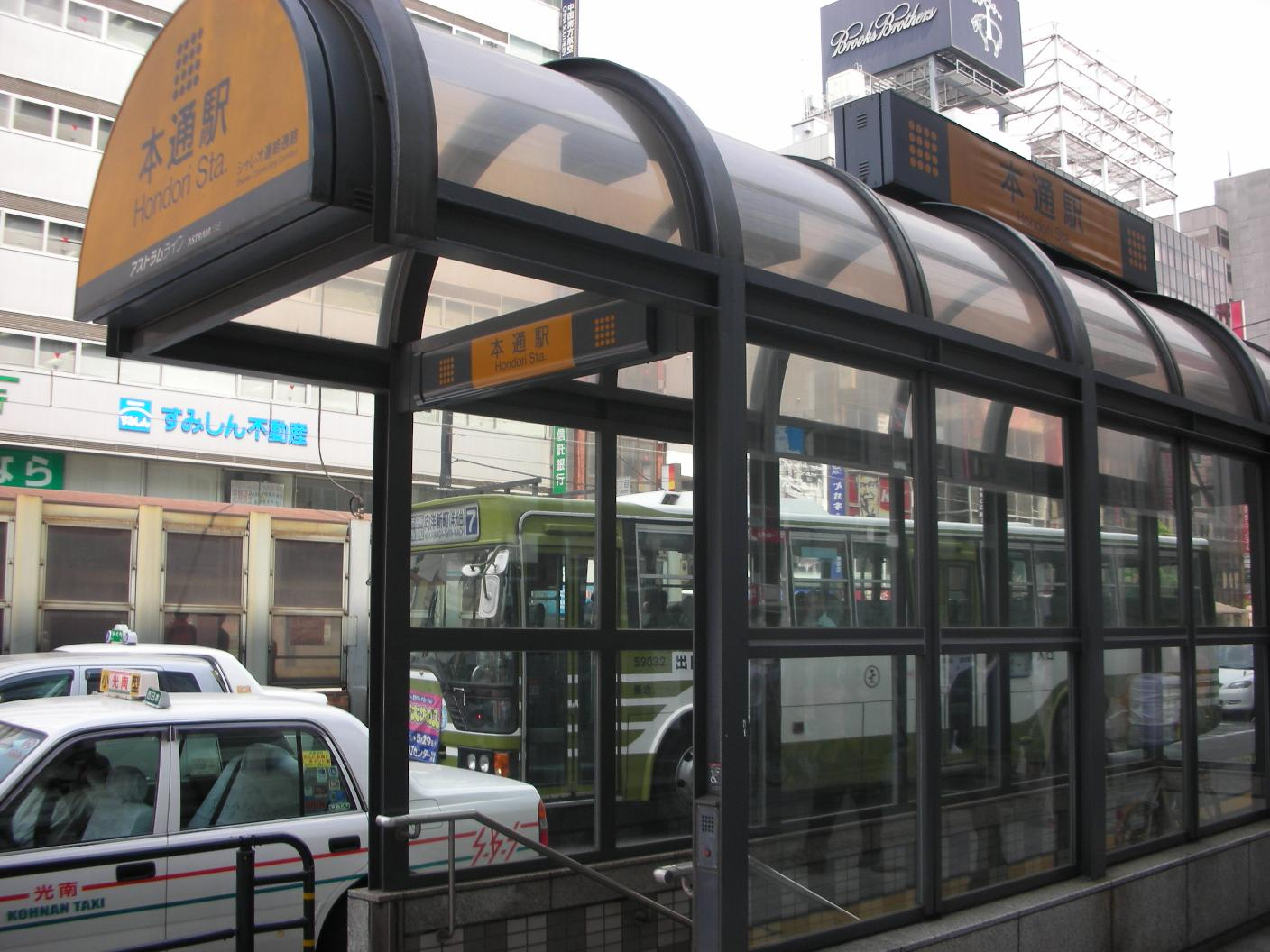
アストラムライン本通駅 出入口

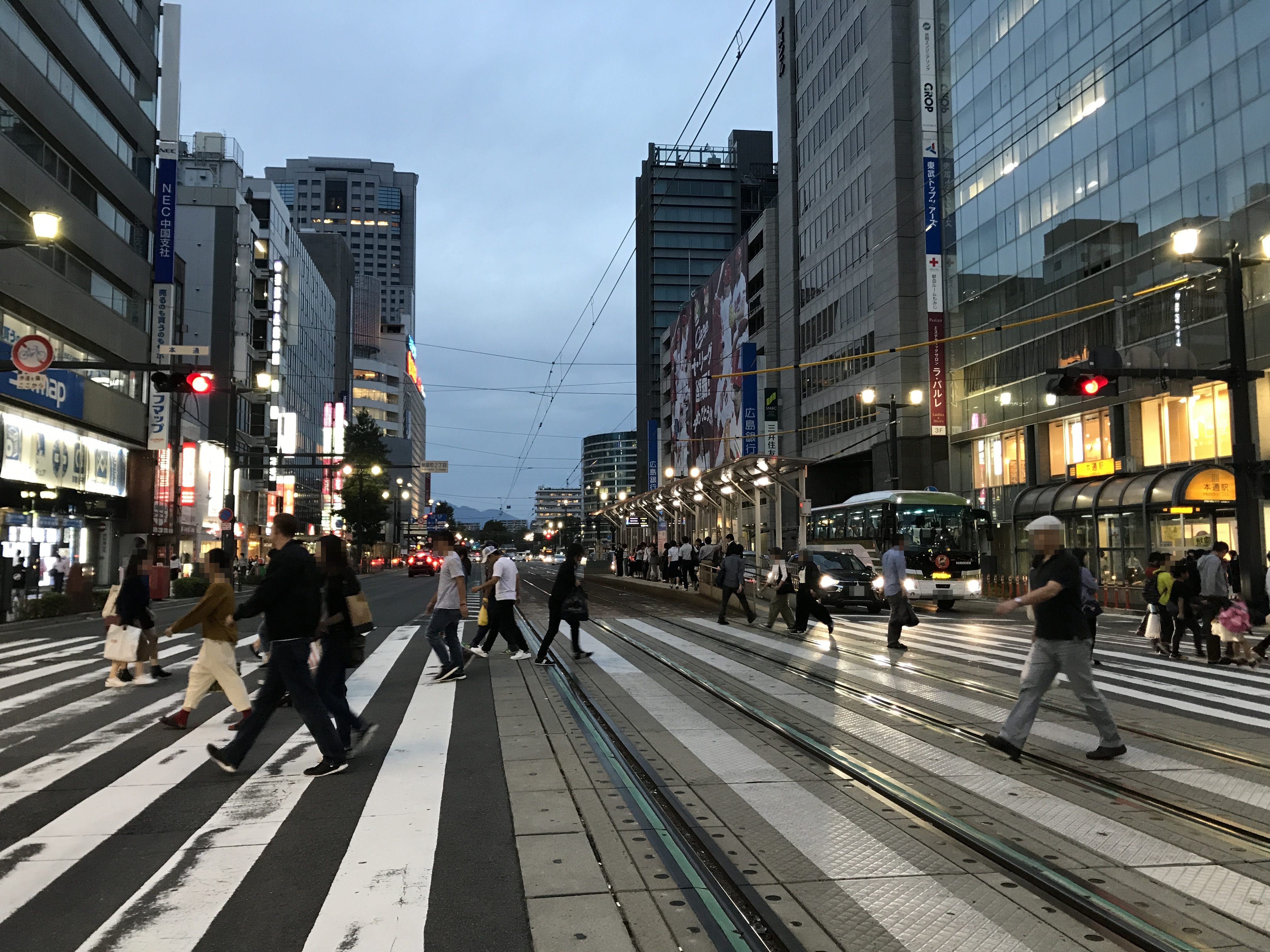
本通駅周辺

### バス
- 広電バス・広島バス
  - 本通りバス停・紙屋町バス停下車 ほか
- 郊外バス・高速バス
  - 広島バスセンター

### 路面電車
広島電鉄の以下の路線・電停が利用できる。
- 宇品線
  - 本通電停下車
- 本線
  - 紙屋町西電停・紙屋町東電停・立町電停下車

### 新交通システム
アストラムライン本通駅下車。

### 道路
国道54号線と本通交差点で交差する。

## 商店街内の主な店舗・施設
アパレル店、飲食店、雑貨店等が営業しており、店舗の多くは広島本通商店街振興組合に加盟している。戦後の高度経済成長期以降、近代的なビルへの建て替えが進んだが、西国街道時代に創業した老舗店も存在している。
行政区が本通以外になる物については、施設の頭に☆を付けている。施設の規模が大規模である、または老舗（1957年以前ある店舗）について（□）特にリストアップしている。

### 複合施設

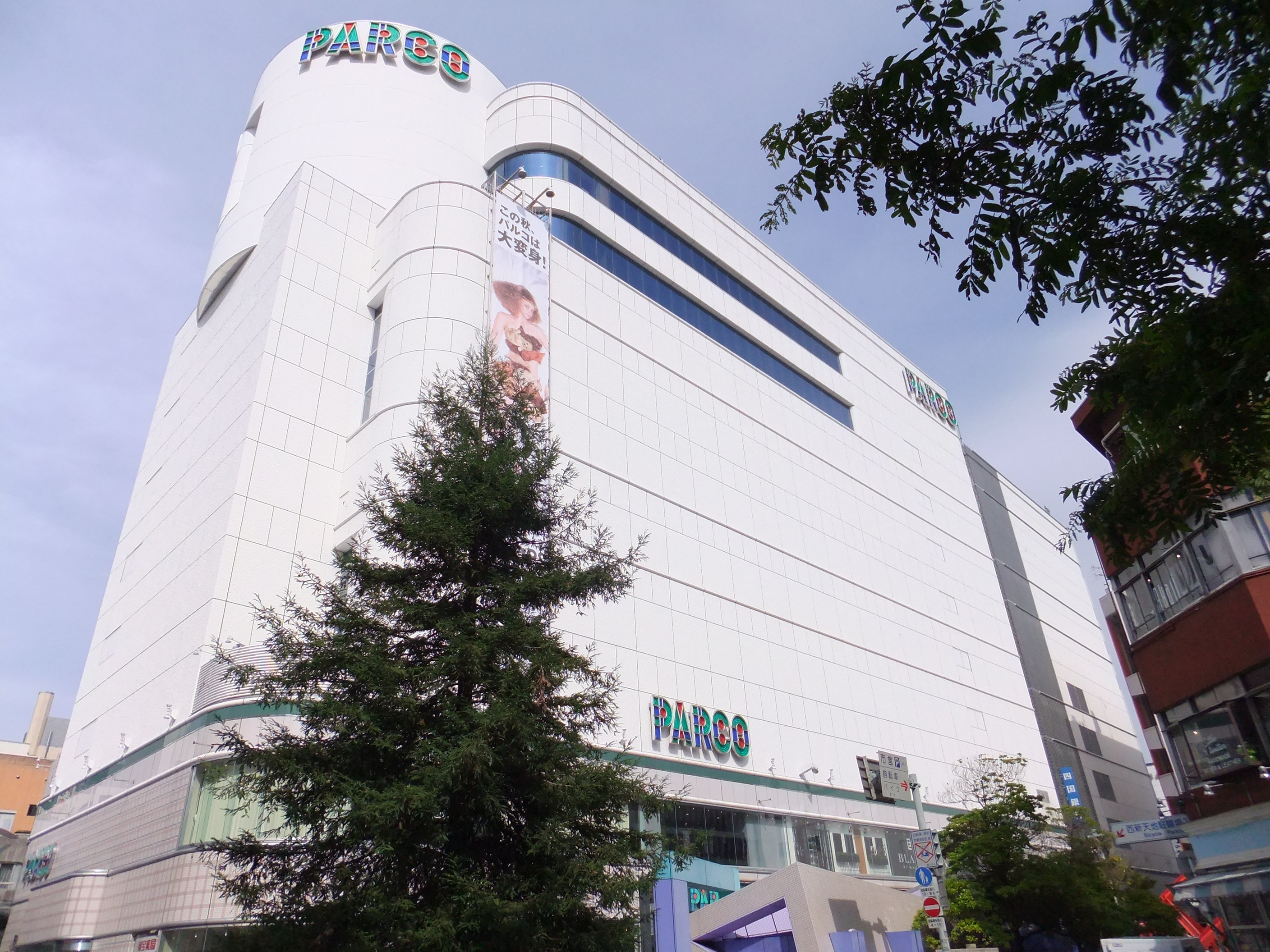
広島パルコ本館

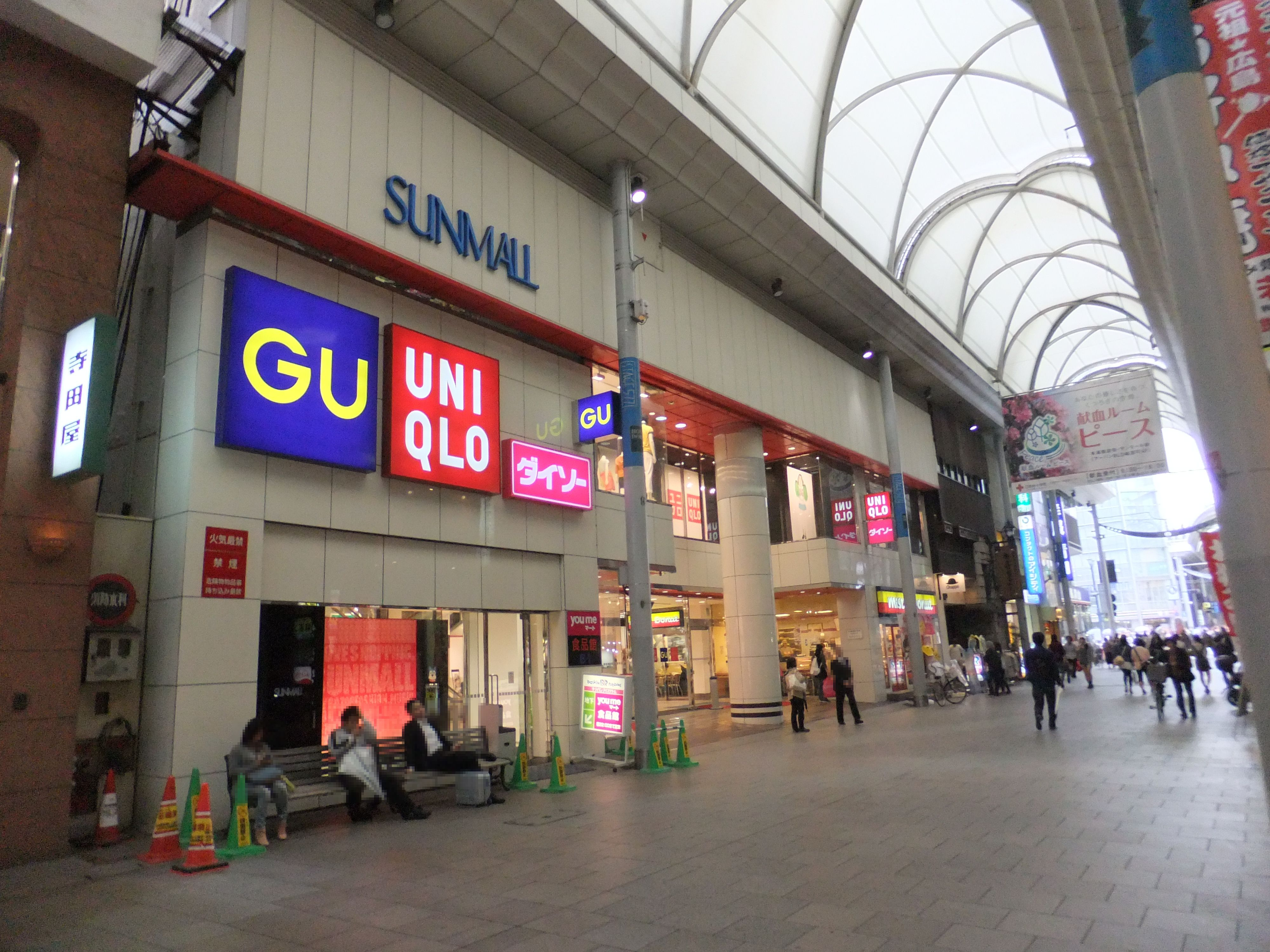
サンモール

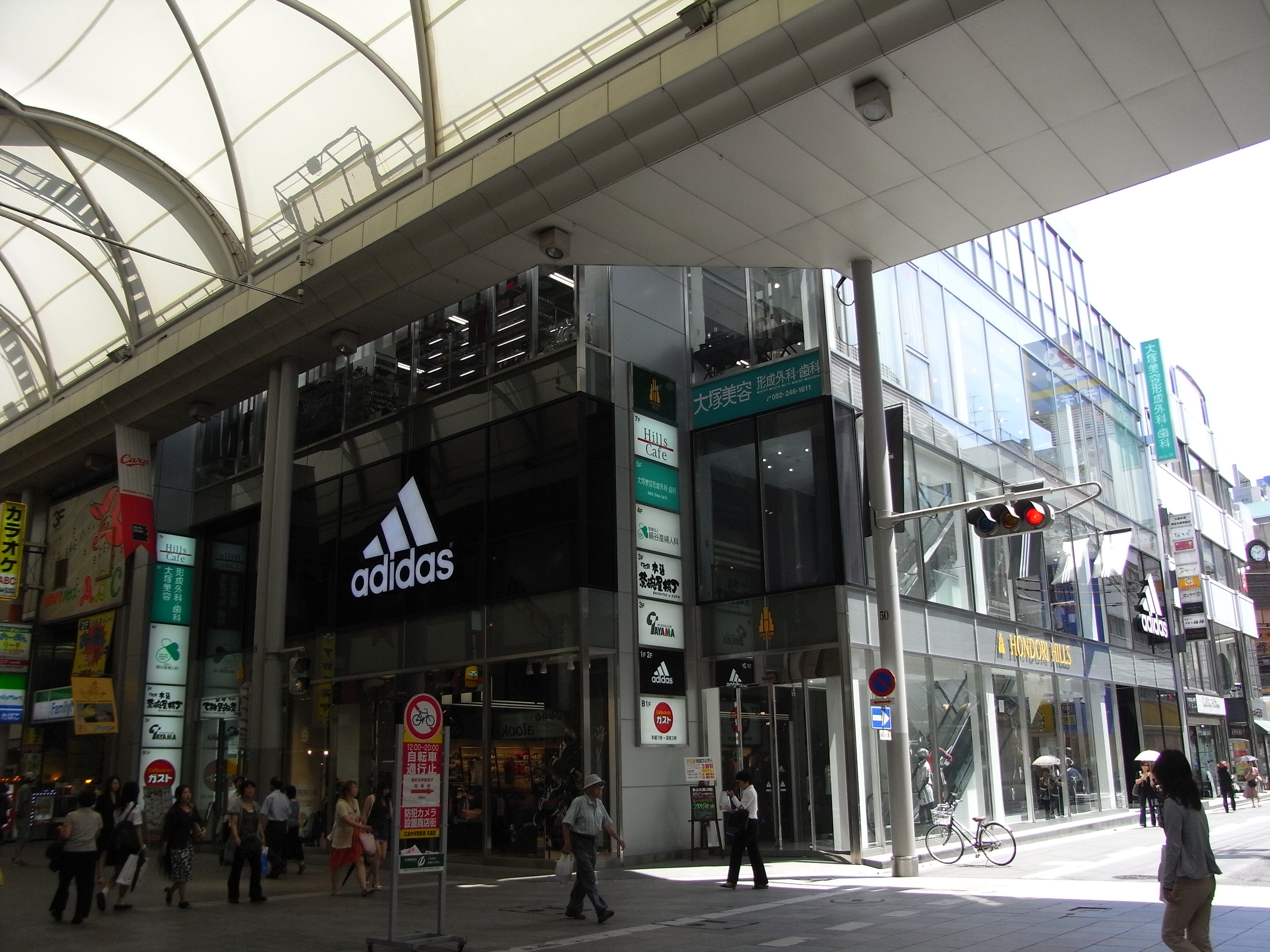
本通ヒルズ

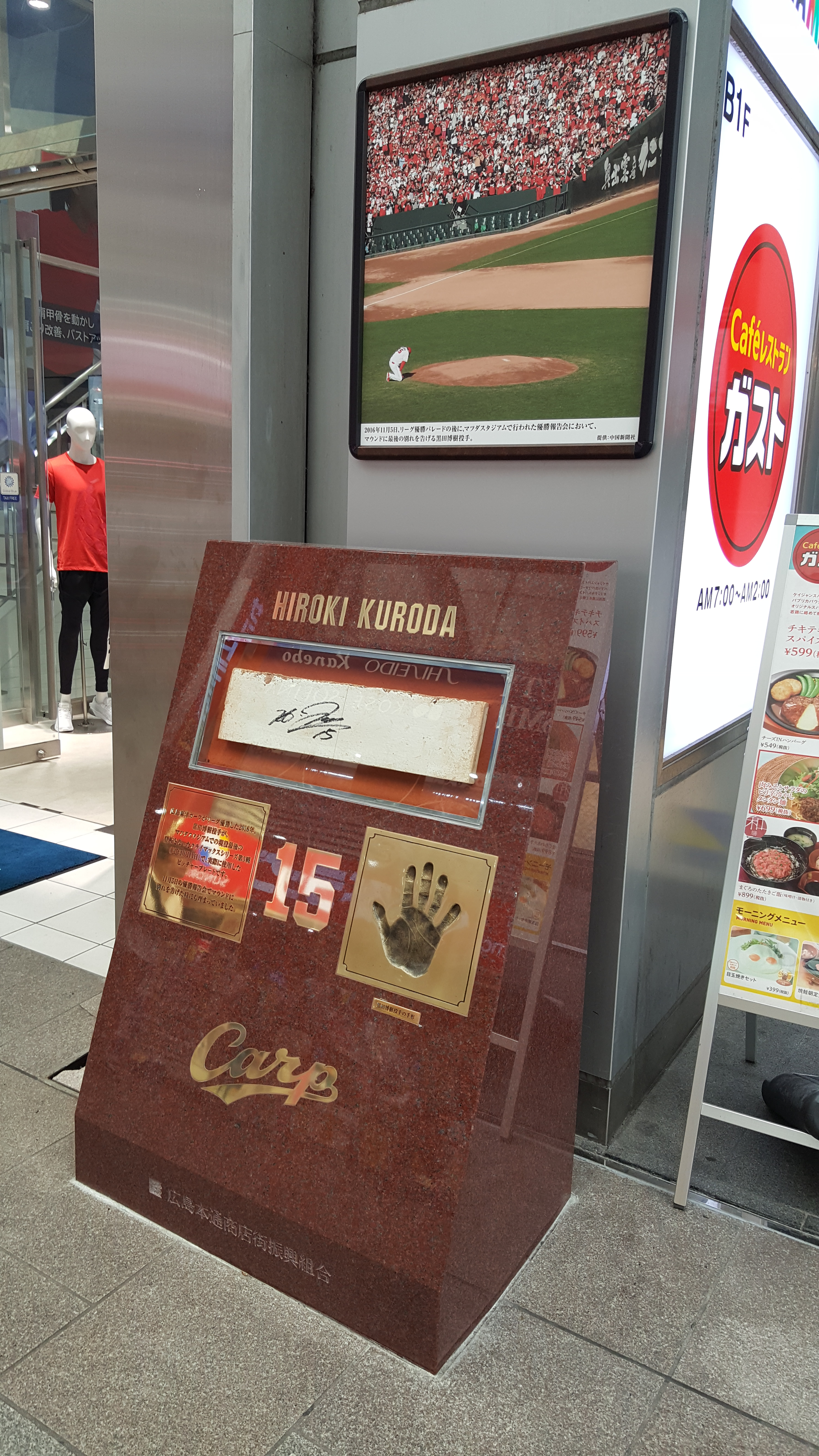
本通ヒルズ前には黒田博樹の石碑がある

- 広島パルコ本館 - 4館体制で営業中。1994年に本館がオープン。キリンビヤホール跡地を再開発し開業。中四国唯一のパルコである。2001年に隣接地の再開発ビルに新館がオープン、2013年に広島宝塚会館跡地に「広島ZERO GATE」がオープン、2016年に「広島ZERO GATE2」がオープンした。
- □☆サンモール - 広極商店街を再開発して誕生した商業ビル。核テナントはゆめマート。
- □本通ヒルズ - 多山文具・渡部陶苑（食器店）が設置・入居するテナントビル。

### 家電・IT機器
- ☆エディオン広島本店

### 高級食品・和菓子・土産物・地域物産店

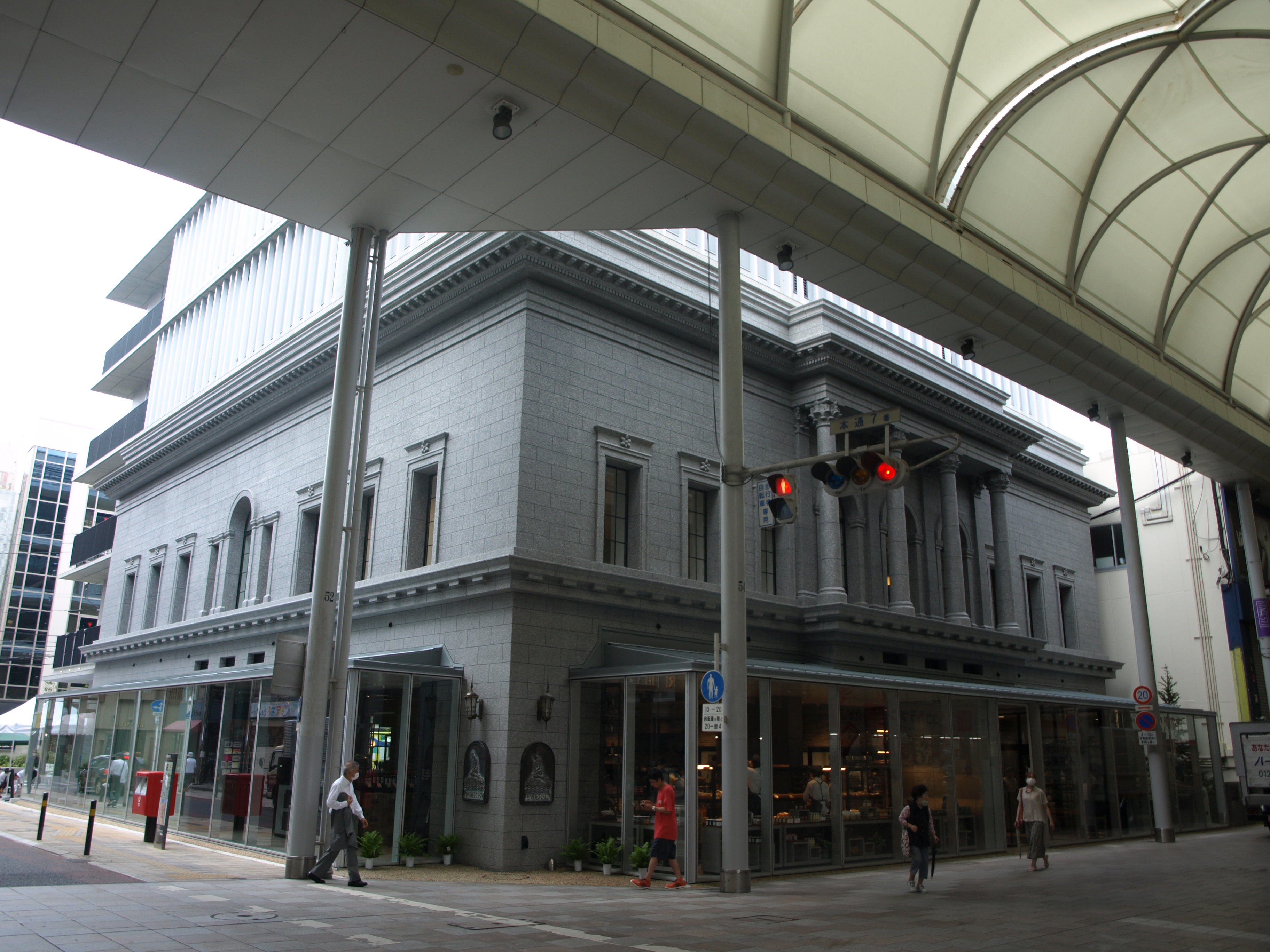
広島アンデルセン

- ひろしま夢ぷらざ - 広島県商工会連合会の地域アンテナショップ。
- 平安堂 梅坪
- □長崎屋

### 飲食
- □広島アンデルセン
- マクドナルド
- ロッテリア
- ドトールコーヒー
- スターバックス
- 珈琲館
- びっくりドンキー
- 一蘭
- サイゼリヤ

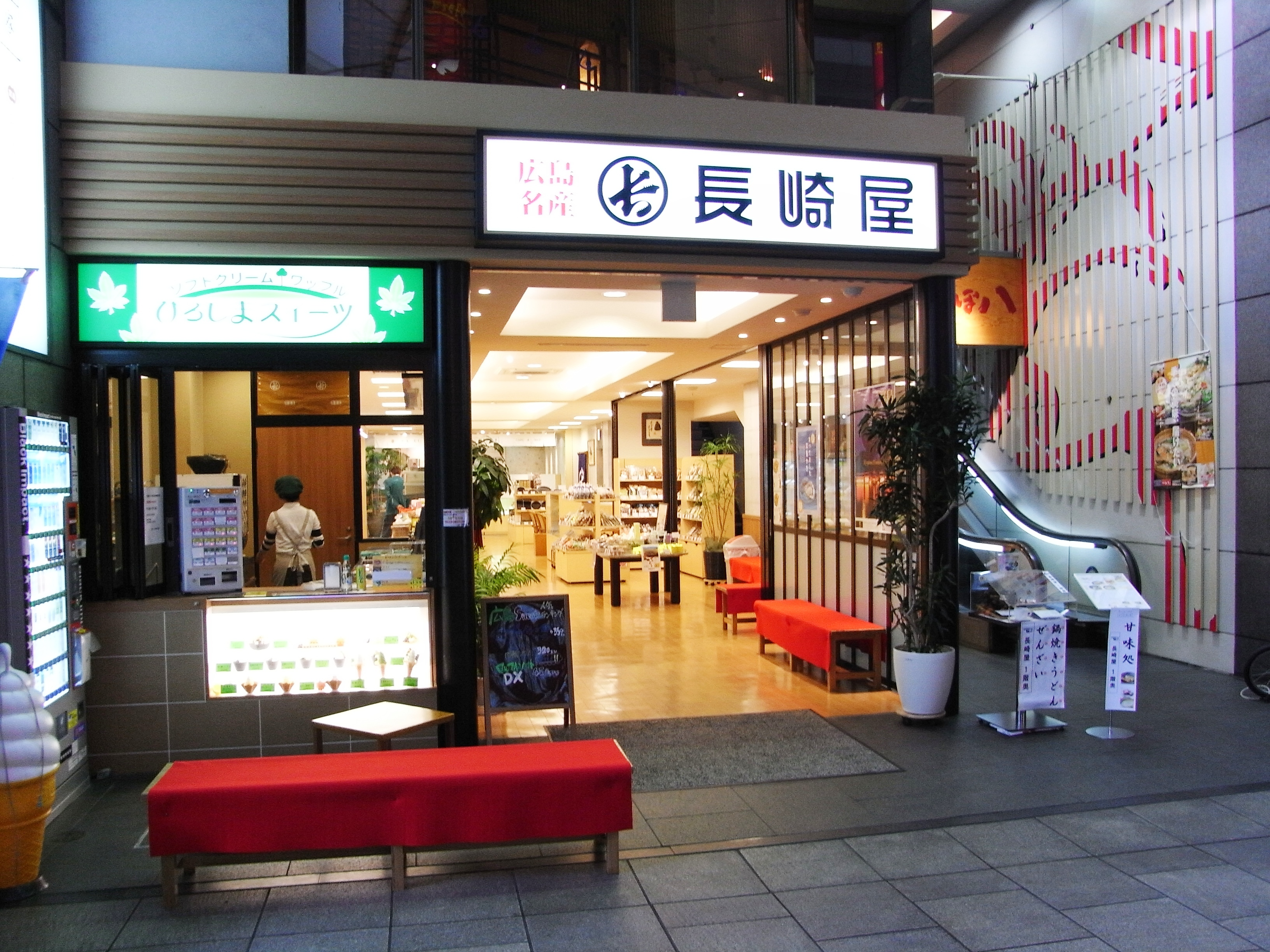
長崎屋

- ちから - 広島市・呉市を中心に店舗を展開するうどんチェーン。

### 宝石・時計
- 宝石商　和光
- ☆□宝石のてんぐ - 現店舗の建て替えのため、「洋服のにしむら」2階に一時移転を行う。

### アパレル・服飾関連
- □いづゝや
- □メガネのタナカ 本店
- SHIPS
- BEAMS
- SPINNS
- ジャンブルストア
- INGNI
- チュチュアンナ
- AMO'S STYLE
- 洋服の青山
- アシックス
- アディダス
- 洋服のにしむら
- ABCマート
- JINS
- ALOOK・眼鏡市場

### ドラッグストア
- □赤松薬局
- ココカラファイン
- サンドラッグ
- ウォンツ - ツルハグループ

### その他
- □☆木定楽器店
- □永井紙店
- □株式会社クマヒラ中四国支社・株式会社クマヒラセキュリティ本社 - 1階はショールームとATMコーナー（広島銀行・もみじ銀行・ゆうちょ銀行・広島信用金庫）。
- □菊菅
- □渡部陶苑
- □多山文具
- □キショウ堂
- □桃源古美術店
- 下村時計店
- ダイソー（広島本通店）
- タイトーステーション
- ジャンプショップ
- P's-first - ペットショップ
- 大黒屋 (チケット)
- ドコモショップ
- auショップ
- ソフトバンクショップ
- ワイモバイル
- 三井のリハウス

## 商店街の外にあるが行政区が本通の施設
- 広島パルコ新館・広島ZERO GATE - 広島パルコ本館と広島ZERO GATE2の住所は「本通」であるが、広島パルコ新館・広島ZERO GATEは「新天地」である。
- ひろしま国際ホテル（2024年5月15日営業終了[5]、2027年夏に新ホテル開業予定[5]）

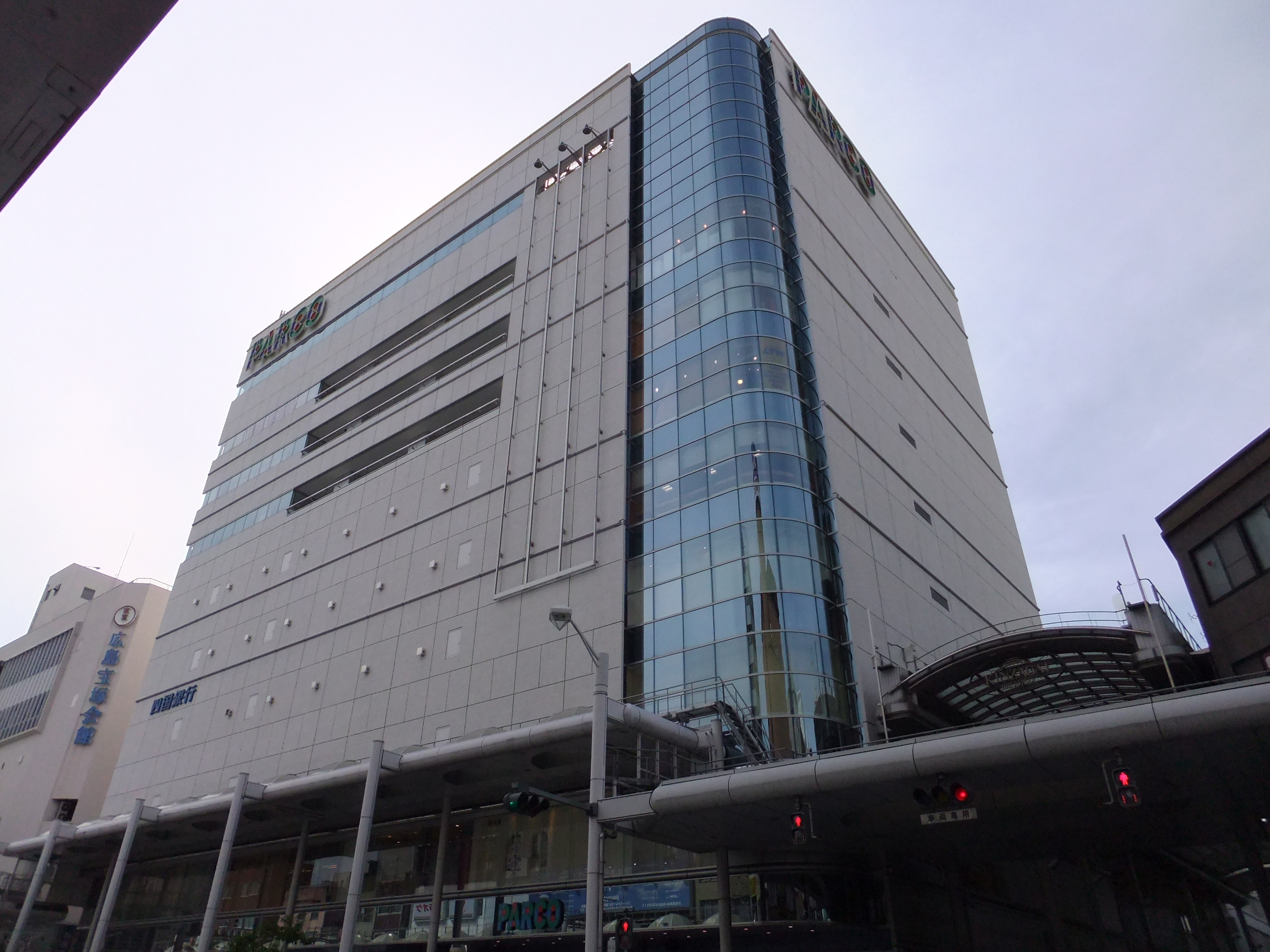
広島パルコ新館
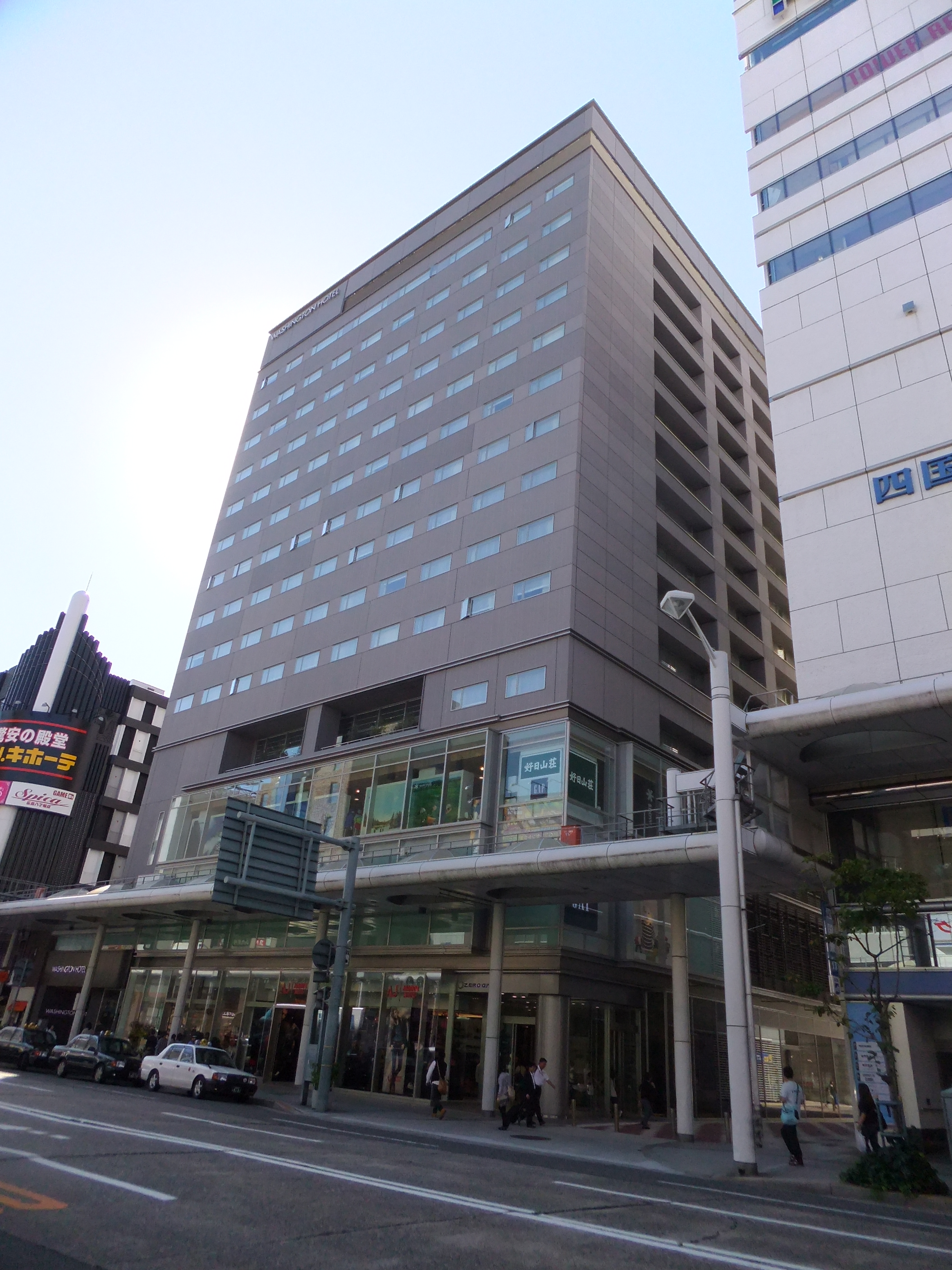
広島ZERO GATE
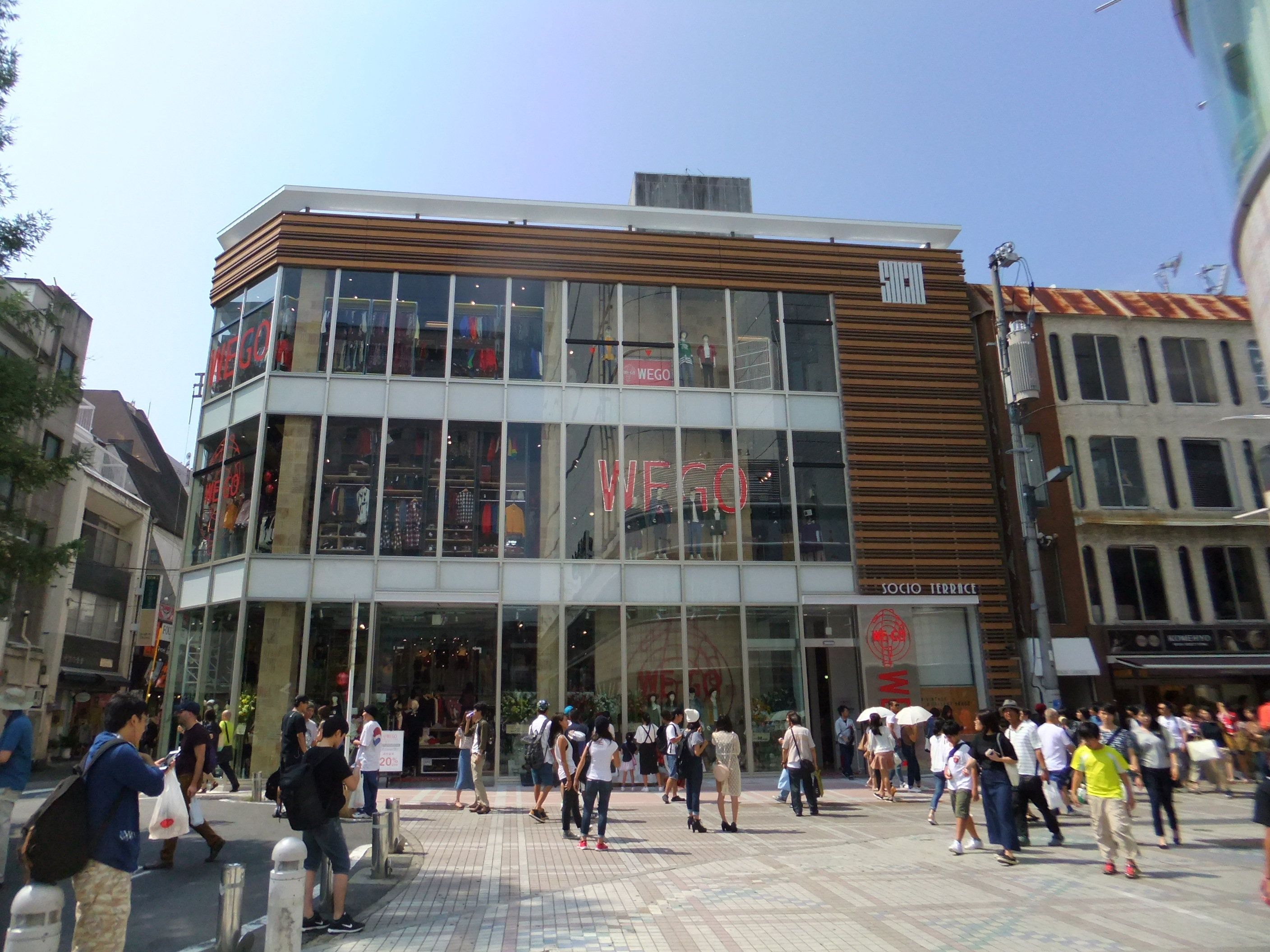
広島ZERO GATE2

## かつて存在した店舗・施設

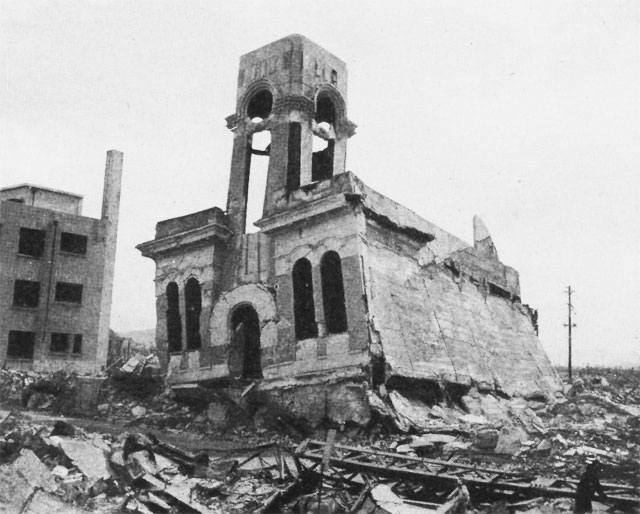
被爆後の下村時計店。左に見切れるのがキリンビアホール。

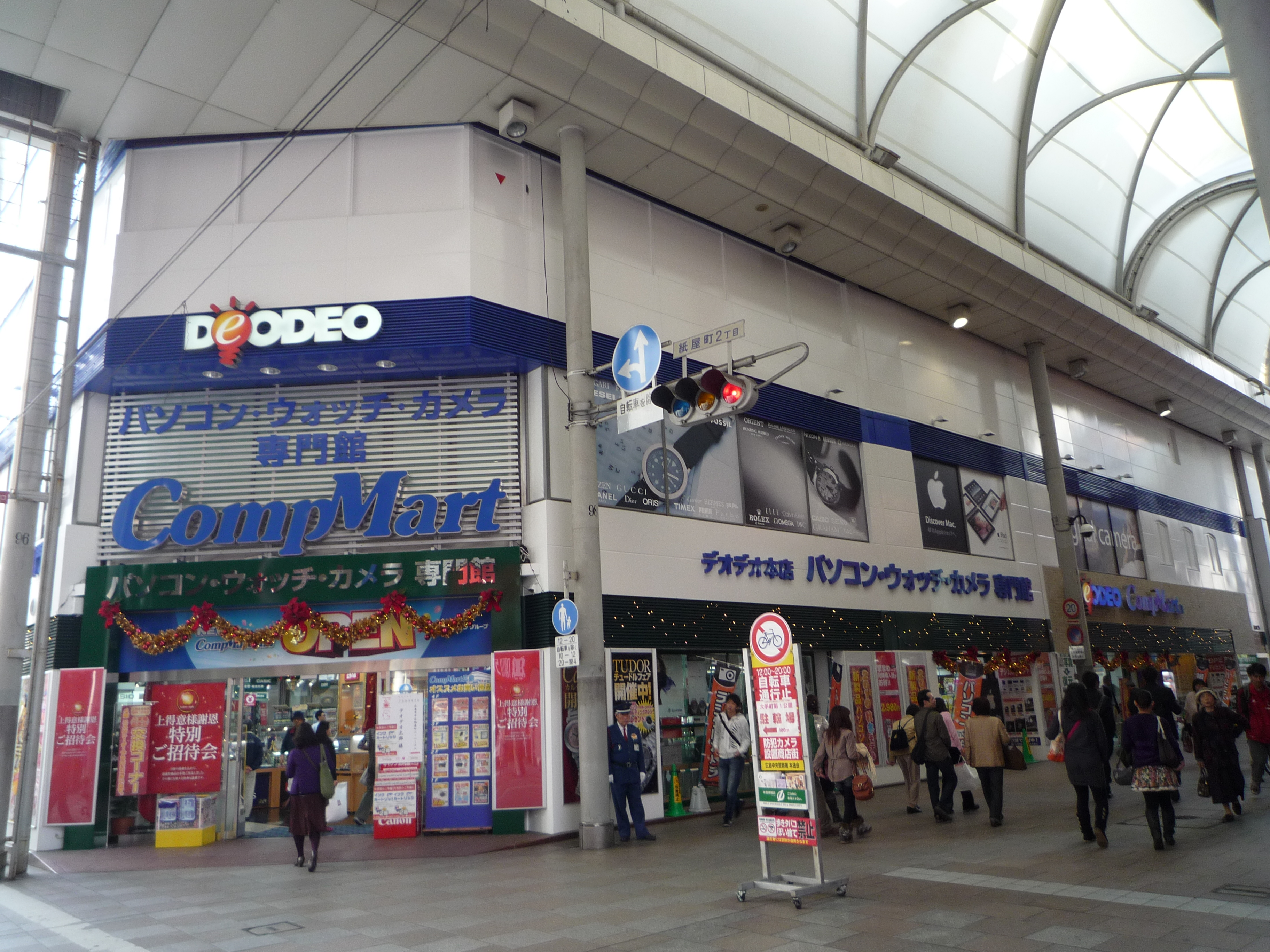
デオデオCompMart広島

- デオデオ家電館 - 2001年に行われたデオデオの改装に伴いオープンしたが、数年後の改装でデオデオパソコン館になった。
- パソコン館 - 2006年、CompMart広島となる。
- CompMart広島 - 2012年、エディオン広島本店本館に統合され、閉店した。上記パソコン教室も本店建て替え時におもちゃ部門と入れ替わりで退居した。
- ユニード広島店（開店同時は丸栄広島店） - 1967年に開店。跡地はステーキハウスフォルクスおよびローソンとなるが、現在はフォルクスは閉店。建物も再開発に伴い取り壊され、ローソンとパチンコGAIA紙屋町店を含むURBAN BLD KAMIYACHOに建て替えられている。
- □金正堂書店 - 大正時代から営業していた老舗の書店であった。2011年閉店。店頭での一般書籍の販売は終了したが、現在も教科書などの外商部門は、同じビルで継続している。
  - 金正堂書店は原爆投下によって発生した「原爆の火」にゆかりがある。
- マルタカ子供百貨店 - 1931年に開業。原爆の被害に遭いながらも営業してきたが、2014年に閉店。83年間の長い歴史に幕を下ろした。現在はHMV→glo (加熱式タバコ)になっている。
- □広島積善館 - 116年間営業していた老舗の書店であった。理工系の専門書も多く扱っていた。2003年4月19日閉店。本通り交差点に面しており、待ち合わせ場所としても親しまれた。店頭での一般書籍の販売は終了したが、現在も教科書などの外商部門は、同じ革屋町ビルで継続している。跡地は携帯電話ショップの「S'CAST」になったのち、現在はドコモショップになっている。
- □丸善 - 書店。2002年6月閉店。跡地はココカラファイン（パワードラッグワンズ←パワードラッグワンズワン）となっている。なお、2010年に天満屋八丁堀店へMARUZEN & ジュンク堂書店が出店し、丸善は広島への再進出を果たした。
- □山口銀行 - 被爆建物であった。2002年に解体された。山口銀行は中区袋町へ移転した。被爆建物の一部を切り取ったモニュメントが建て替え後のビルに保存されている。建て替え後のビルには現在、BEAMS・びっくりドンキー・メディアカフェポパイなどが出店している。
- □キリンビヤホール - 1938年に開業。現在は広島パルコ本館になっている。
- □広島中央薬局 - 現在はABCマートになっている。
- ガストピア（広島ガス） - 現在はウォンツになっている。
- セガミ - 現在はウォンツになっている。
- ☆コミックとらのあな - 2001年オープン。2013年に紙屋町方面へ移転。
- ナカヌキヤ - 2002年にオープン。2013年閉店。現在はサンドラッグになっている。
- キデイランド - 2013年閉店
- ダイソー広島紙屋町店 - 2017年に閉店。以前はアディダスのブランドショップであった。本通商店街内だけでも他に2店舗を構えていた（広島本通店、サンモール店）。
- HMV広島本通 - 2017年に閉店。
- ギャラリーてんぐスクエア - 「宝石のてんぐ」が店舗1階に設けていたサロンスペース。個展等に使用された。店舗建て替えに伴い2017年に閉鎖。現在はドコモショップとなっている。
- ソフマップ - 2018年に広島駅前店の開店に伴って移転閉店。現在はウォンツとなっている。
- ☆フタバ図書GIGA本通店 - 2020年閉店。店内併設されていたタリーズコーヒーも同時に閉店。

## 参考書籍
- 『ひろしま本通物語』（井川樹、南々社）　ISBN 978-4-86489-012-0